# رایت-ریوو لانه
رایت-ریوو لانه (استونیایی: Rait-Riivo Laane؛ زادهٔ ۲۴ مهٔ ۱۹۹۳) بازیکن بسکتبال اهل استونی است.
از باشگاه‌هایی که در آن بازی کرده‌است می‌توان به باشگاه بسکتبال رپلا اشاره کرد.